# 週刊現代
『週刊現代』（しゅうかんげんだい）は、講談社から発行されている週刊誌である。

## 概要
『週刊新潮』の成功による出版社系週刊誌ブームを受け、講談社第4代社長野間省一が主導して1959年（昭和34年）に創刊。講談社にとって、『週刊少年マガジン』に次ぐ、第2の週刊刊行物となる。ヌード、劇画などを特徴とするホワイトカラーのサラリーマン向け週刊誌というスタイルを築き、同じ音羽グループの光文社が『週刊宝石』、競合の一ツ橋グループを率いる小学館が『週刊ポスト』を立ち上げて追随した。
表紙には、秋山庄太郎（後に宮澤正明）が撮影した女優や女性タレントの顔写真を用いていたが、2012年からは大小の見出しや写真が並ぶスタイルの表紙に変わっている。競合誌は『週刊ポスト』で発売日が同じことから、店頭ではペアで並べて売られることが多い。
テレビなどのメディア・マスコミ関係の批評記事も掲載している（様々なテレビ番組、女子アナウンサーなど）。
医療に関する記事、連載も取り上げる事がある。
2019年5月から、毎月一週は合併号となった。
2024年12月23日発売号より表紙をリニューアルし、2025年3月31日発売号より隔週刊となることが発表された。
発行部数・実売部数
創刊号は35万部を発行。1967年には100万部を突破し、川鍋孝文編集長時代の1973年に130万部を発行、元木昌彦編集長時代の1995年に150万部を発行して、幾度かの絶頂期を迎えていたが、その後は後退を続け、2005年の発行部数は717,756部と週刊文春、週刊新潮に次いで第3位。更に後述するような話題性重視の誌面作りを行っても部数は回復せず、2006年下半期（7月から12月）の平均発行部数が約41万5000部、2007年上半期（1月〜6月）はスクープ記事を連発したにもかかわらず、更に減って約34万9000部（実売部数）とのデータが発表されている。
実売部数においては、1989年には約60万部、1992年には約50万部に減少したが、1995年〜1999年の元木編集長時代には約70万部を売り上げた。しかし、2001年には約61万部と1989年の水準にまで下がり、2008年上半期の実売部数は26万4389部に、2008年下半期はさらに約1万5千部減少の24万9931部へと相次いで減少したと発表されている。
発売日
毎週月曜日に発売。一部地域では日曜日に前倒し発売する地域もあれば、火曜日-水曜日に遅れて発売する地域もある。
価格
創刊時の1959年は30円。2006年現在は350円

## 歴代編集長
※
| 氏名       | 在任期間                | 備考 |
| ---------- | ----------------------- | --- |
| 大久保房男 | 1959年3月 - 1961年7月   | 文芸雑誌『群像』編集長と兼任。後に作家となる。 |
| 松井勲     | 1961年7月 - 1964年9月   | |
| 椎橋久     | 1964年9月 - 1965年2月   | |
| 牧野武朗   | 1965年2月 - 1967年8月   | 漫画雑誌『週刊少年マガジン』の初代編集長。後に独立してマイヘルス社、マキノ出版、わかさ出版を興す。                                                                                   |
| 荒木博     | 1967年8月 - 1969年8月   | 編集長を退任した直後に小学館に移籍して、1969年8月に『週刊ポスト』の創刊（初代）編集長に就任。                                                                                        |
| 名田屋昭二 | 1969年8月 - 1972年8月   | |
| 川鍋孝文   | 1972年8月 - 1974年4月   | 企画部時代は『週刊現代』を週2回刊行のための準備として『週刊現代』増刊号を手がける。後に『日刊ゲンダイ』創刊を主導し日刊現代社社長・会長を歴任。                                      |
| 名田屋昭二 | 1974年4月 - 1975年9月   | 編集長を解任された川鍋の後任で再登板。 |
| 斉藤稔     | 1975年9月 - 1976年9月   | |
| 鈴木富夫   | 1976年9月 - 1981年4月   | |
| 伊藤寿男   | 1981年4月 - 1982年4月   | 退任後、写真週刊誌『FRIDAY』初代編集長。さらに独立して『週刊テーミス』（現・月刊THEMIS）を立ち上げる。                                                                               |
| 鈴木俊男   | 1982年4月 - 1983年8月   | |
| 杉本暁也   | 1983年8月 - 1985年6月   | |
| 江口拓     | 1985年6月 - 1987年4月   | |
| 寺島昭彦   | 1987年4月 - 1988年7月   | 『FRIDAY』第2代編集長より異動。 |
| 土門康男   | 1988年7月 - 1991年3月   | |
| 森岩弘     | 1991年3月 - 1993年3月   | 『FRIDAY』第4代編集長より異動。 |
| 元木昌彦   | 1992年3月 - 1998年3月   | 『FRIDAY』第5代編集長より異動。「ヘアヌード」という和製英語の産みの親。退任後はWeb現代を手がけ(1999年)、また、市民参加型ニュースサイトのオーマイニュースの記者としても活動を始めた。 |
| 鈴木哲     | 1998年3月 - 2001年7月   | 『FRIDAY』第6代編集長より異動。 |
| 鈴木章一   | 2001年7月 - 2004年7月   | |
| 出樋一親   | 2004年7月 - 2006年2月   | 『FRIDAY』第10代編集長より異動。退任後『FRIDAY』に復帰し第12代編集長。 |
| 加藤晴之   | 2006年2月 - 2008年1月   | 『FRIDAY』第8代編集長を経て、学芸図書出版部担当部長より異動。退任後、総合編纂局へ異動。                                                                                              |
| 乾智之     | 2008年2月 - 2009年5月   | 本誌編集次長から昇格。 |
| 鈴木章一   | 2009年6月 - 2012年5月   | 2度目の登板。退任後は第一編集局長兼本誌発行人を経て講談社常務取締役。 |
| 藤田康雄   | 2012年6月 - 2013年11月  | 『G2』初代編集長から異動。後に『FRIDAY』第16代編集長に就任。 |
| 鈴木崇之   | 2013年12月 - 2015年10月 | 本誌編集次長から昇格。 |
| 山中武史   | 2015年10月 - 2017年8月  | 本誌編集次長から昇格。 |
| 鈴木崇之   | 2017年9月 - 2020年6月   | 2度目の登板。企画部担当部長（部長待遇）から異動。 |
| 石井克尚   | 2020年7月 - 2021年11月  | 本誌編集次長から昇格。 |
| 片山勇人   | 2021年12月 - 2023年5月  | 本誌編集次長から昇格。 |
| 石井克尚   | 2023年6月 -             | 2度目の登板。 |

## 主な編集方針・不祥事等

### 大久保房男編集長時代
文芸雑誌「群像」編集長の経験を持ち、連載小説には石坂洋次郎、川口松太郎、柴田錬三郎、吉行淳之介を起用。創刊時には皇太子の結婚ということもあり就任からしばらくは皇室記事を掲載した。

### 牧野武朗編集長時代
金と女と出世というサラリーマンの3大欲望とも実益路線とも言われる路線を推進させ、以後の「週刊現代」を初めとするサラリーマン向け週刊誌の基本コンセプトを確立する。「今週の株情報」はヒット企画になり、推奨する銘柄はゲンダイ銘柄とも呼ばれた。1965年には30万部で赤字だった週刊現代を、1966年には65万部に伸ばし、やがて発行部数の首位を「週刊新潮」から奪取した。

### 荒木博編集長時代
牧野の路線を徹底させて、週刊誌トップの座を安定させるが、ワンマンとも評されて編集部内をまとめきれずに辞職。また、猥褻として警視庁からマークされていた梶山季之の連載小説『ああ蒸発』が会社の上層部によって一方的に打ち切りを余儀なくされた。
講談社を退職した荒木は、小学館に移籍して本誌と同路線の『週刊ポスト』を創刊させる。「ポスト」に読者を奪われた「週刊現代」はトップから転落し、それに代わり荒木の「週刊ポスト」がトップの座に就く。

### 川鍋孝文編集長時代
毎日新聞社から独立し『TOKYO OBSERVER』を発刊していたジャーナリスト大森実を起用。創価学会の池田大作、日本共産党の不破哲三らへの直撃インタビューが話題を呼んだ。最高発行部数は130万部で、「週刊ポスト」から首位の座を奪取。以後も100万部を維持する。ロングインタビュー路線ではこの他にもフィリピンで小野田寛郎少尉を発見した青年へのインタビュー記事が注目された。
1974年（昭和49年）、金大中拉致事件をめぐって韓国政府および当時の大統領朴正煕を批判するキャンペーンを繰り広げる。これに韓国政府が激怒し在東京韓国大使館経由で抗議を受け、川鍋は社長代行服部敏幸との喧嘩の末に編集長を解任される。翌1975年（昭和50年）、川鍋は省一の娘婿にあたる専務野間惟道と共に日刊ゲンダイを立ち上げた。

### 元木昌彦編集長時代
ヘアヌードを積極的に掲載した。オウム真理教事件や阪神・淡路大震災などの大事件が相次いだこともあり、実売で50万部に落ち込み、週刊誌6位に低迷していた発行部数を1995年には平均発行部数が73万部（実売部数も70万部台に乗せた ）。さらに1996年新年号では150万部を発行して、瞬間的には「週刊ポスト」を追い越すまで持ち直す。
政治的には、「週刊ポスト」の親小沢一郎路線に対して、小沢批判の記事を前面に押し出した。この結果、小沢の記者会見からは「週刊現代」が締め出され、講談社で出していた小沢の『日本改造計画』の英訳版の話もなくなる。「週刊現代」が代表したヘアヌード路線は部数に貢献したものの、新聞や宗教団体などから批判を受け、航空会社の機内誌から外される事態にも至った。

1996年新年号にオウム真理教の教祖だった松本智津夫の自白調書を掲載。これまで自白もなく調書も存在しないとしてきた検察と警察の発表を覆す内容となるものであった。これに対して松本智津夫は秘密漏洩罪で告訴し、東京地方検察庁は松本の前担当弁護士横山昭二の事務所を捜索した。さらに講談社へ家宅捜索が行なわれる直前で松本が告訴を取り下げた。親告罪であるため、この件に関する捜査は終了した。新聞やテレビが「週刊現代」に批判的だった一方で、本田靖春などのジャーナリストやミニコミ誌はこれを検察の情報操作と言論の自由に対する威嚇とみなした。
1997年9月に掲載した早稲田大学が凋落したとの記事に対して、早稲田大学側は記者会見を開いて告訴すると発表。当時の総長である奥島孝康は「文藝春秋」の1998年1月号に反論記事を掲載した。

### 鈴木哲編集長時代
1999年9月25日号に、現東京都議会議員龍円愛梨（当時は全国朝日放送アナウンサー）が学生時代に風俗店で働いていたとする記事を掲載。龍円個人とテレ朝に名誉毀損で提訴され、2001年9月、東京地方裁判所は770万円の支払いと謝罪広告の掲載を命じた。この記事の情報源は、ライブドア送金指示メール事件で堀江貴文が送ったとされた電子メールを捏造した西澤孝だった。

### 鈴木章一編集長時代
ジャーナリストの岩瀬達哉による年金未納問題追及キャンペーンを行う。その後、国会などで年金問題が扱われる契機となる。さらに政府の年金CMに出演していた江角マキコの年金未納問題をスクープ。この報道は、政治家の年金未納問題の発覚に繋がった。また、溝口敦を起用し、大阪の食肉加工業者「ハンナン」の浅田満の牛肉偽装事件を追及するレポート『食肉の王』を連載。同和問題に鋭く切り込み、後の詐欺容疑での立件のキッカケを作った。

外部のジャーナリストのスクープ記事を掲載する一方、契約記者のギャラや取材費などを切り詰めた結果、雑誌の収益は上がったものの現場の士気が低下。仕事が出来る記者が他誌に転職する事態となり、部数減を招いた。また、自身も2004年に競合誌『噂の真相』の休刊号で部下の女性編集者との女性問題を報道されてしまい、新雑誌企画室へ異動させられ事実上更迭された。

### 出樋一親編集長時代
鈴木章一が更迭された後、僚誌の『FRIDAY』編集長だった出樋一親が本紙編集長に異動する。
第87-89代内閣総理大臣・第20代自民党総裁小泉純一郎が掲げた『聖域なき構造改革』に批判的。小泉内閣の官房長官で後の第90・96-98代内閣総理大臣安倍晋三の北朝鮮関係者との関係を暴くなど、硬派なスクープ記事を掲載した。
2005年5月21日号で「広島県警が神戸テレクラ放火殺人犯【首謀者】を隠す闇」として現職の警部補と放火殺人事件の犯人との癒着疑惑を報じた。これに対し、警部補が慰謝料1100万円と謝罪広告を求めて提訴した。2009年3月30日、広島県警は講談社が「犯罪組織のリーダーから不正な利益供与を受けたなどの記述は、事実と異なります。ご迷惑をおかけしました」とする謝罪文を提出することで和解したと発表した。
出樋は、その後『FRIDAY』に戻り第12代編集長に就任する。

### 加藤晴之編集長時代
2006年（平成18年）、加藤晴之が編集長に就任。加藤は保守強硬路線の人間で、本誌の論調はそれまでの左寄りから右寄りへと大きく変化し、『日刊ゲンダイ』とは逆の立場になった。
食肉利権の内情や、大相撲の八百長疑惑などのスクープが見られたが、2年弱の在任中に部数が激減したばかりか、多くの名誉毀損訴訟を抱え、後に過去最高額の損害賠償を命じられる結果となった。加藤自らがテレビ、ラジオ等に出演することもあった。「愛と勇気の」といった自画自賛的なキャッチフレーズも登場した。
2006年春に誌面リニューアル。表紙を一新し、ヌードグラビアを自主規制した。その際大橋巨泉の「内遊外歓」など多数の連載が唐突に打ち切られ、「内遊外歓」の最終回ではその事情が明かされた。（巨泉は加藤が週刊現代を去った2008年10月から新たな連載をスタートさせている）
2006年3月25日号で、格闘技イベントPRIDEを主催するDSEとフジテレビと暴力団の関係についての記事を掲載。6月にフジテレビはPRIDEの放送の契約解除を発表した。DSEは4月に週刊現代を名誉毀損で提訴し、フジの放送契約解除を受けてイベント興行に関する損害賠償請求訴訟、さらに刑事事件として威力業務妨害罪で告訴すると発表した。しかし、損害賠償請求は提訴されることなく、2007年にDSEは外国人（他団体「UFC」のオーナー）が中心となる新会社にすべての権利を売却することを決定。実質的に同社は消滅した。
2006年5月発売分より、ジャーナリストの溝口敦が、細木数子の暴力団との交際疑惑を告発する連載をスタート。これに対して週刊文春が細木を擁護する連載を始めたが、溝口は細木が連載を中止させるべく脅迫をした事実なども記述し、報道合戦は実質的に週刊現代の勝利となった。
2006年6月3日号の「小沢一郎の“隠し資産”を暴く」では小沢が政治資金で個人資産を購入していたことを追及。その後、小沢と民主党は名誉を毀損されたとして、講談社と著者の長谷川学らを訴えたが、東京高等裁判所（柳田幸三裁判長）は「記事は真実であり名誉毀損に当たらない」として小沢側の請求は棄却され、講談社側が勝訴した。
2006年7月から13回にわたって発売分より、「テロリストに乗っ取られたJR東日本の真実」と題して、JR東日本の労働組合の一つである東日本旅客鉄道労働組合（JR東労組）が、革マル派の支配下にあると報じた。JR総連とJR東労組らは、事実無根として週刊現代とライターの西岡研介を名誉毀損で提訴し、JR東日本は中吊り広告の契約を解除した。2007年1月19日、福島地方裁判所はJR総連の請求を棄却。しかし、2009年10月26日の東京地裁では「労組を私物化しているとの記述に真実と信じる理由がない」として、JR東労組の松崎明・元委員長の訴えを認め、名誉毀損の損害賠償として500万円の支払いを命じた。2010年2月23日、東京地裁は講談社側にそれぞれ220万円ずつ合計440万円の支払いを命じた。2012年3月27日、最高裁判所は上告を棄却し、名誉棄損の成立を認めて講談社などに770万円の賠償を命じた週刊現代側敗訴の判決が確定した。
2006年8月から10月にかけて、フリージャーナリストの松田賢弥による連載記事「安倍晋三『空虚なプリンス』」を掲載した。この中で、安倍首相とその実兄が、岸家の養子となっていた2人の実弟、岸信夫の参院選出馬に際し、血筋を理由に反対したと書いた。これに対し、安倍の兄が謝罪文の掲載と5000万円の損害賠償請求訴訟を起こし、広島地方裁判所で200万円の賠償命令が出る。2009年2月25日、広島高等裁判所の控訴審判決でも「実兄は取材の際、記事にあるような趣旨の発言はしておらず、真意と乖離している」として、地裁判決を支持し松田の控訴を棄却した。同年8月28日、最高裁判所は松田の上告を棄却し、一・二審判決が確定した。
2006年から現在まで、大阪市を始めとした自治体や金融機関の同和問題に関して、頻繁に告発記事を掲載する。大手週刊誌として初めて食肉利権と被差別部落との関係に正面から取り組み、多くの問題提起を行った。
2006年9月16日号で「ホリエモンが興じたヒルズ族『高級闇カジノ』一部始終」としてライブドアの堀江貴文元社長が違法カジノに参加したと報じた。堀江は「事実無根」として5000万円の慰謝料を求めて提訴する。2008年12月24日、東京地裁は「裏づけとなる証拠がない」として講談社に400万円の賠償を命じた。
2006年11月4日号・11月11日号で、ジャーナリスト草薙厚子による「16歳名門私立高校生『シャーペンで僕の頭を刺した父』」にて、奈良医師宅放火殺人事件の記事を掲載。2007年10月、この取材に基づく草薙の著書で、情報源の医師が秘密漏示罪で逮捕・起訴された。後の社内調査で、この記事は少年容疑者の精神鑑定をした監察医の許可を取らず、草薙と週刊現代の副編集長、記者、カメラマンが無断で写真撮影した供述調書に基づいていたことが明らかになった。加藤編集長は、医師の公判で証言台に立ったが、社内調査などでも自身の責任は一切認めず、著者と他部署の編集者に問題があると主張した。
2006年12月9日号の「受動喫煙は子供の発がん率下げるはウソだった!」として、週刊ポストが2006年11月17日号に掲載した「受動喫煙は子供の発がん率を低下させる」という特集記事を全くの誤報だと主張した。
2007年1月22日号・2月3日号で、ノンフィクションライターの武田賴政が、横綱朝青龍らの大相撲九州場所での八百長疑惑を報道。これに対して、疑惑とされた力士と日本相撲協会は、講談社や武田に対して総額4億8,437万9,000円の損害賠償と謝罪広告の掲載を求めて東京地裁に提訴した。その後、原告力士は計32人（後に、解雇された露鵬と白露山は取り下げて30人）、賠償金額は計6億1,600万円となる。2009年3月26日、東京地裁は「取材は極めてずさん」「記事の内容は真実でない」として、講談社側に名誉毀損訴訟で過去最高額となる4,300万円の支払いと記事の取り消し広告の掲載を命じた。
他にも、2007年3月10日号で、武田の記事「北の湖理事長がナメられる『八百長相撲』の過去」が掲載されたが、これに対して北の湖前理事長と協会の起こした裁判の判決でも、東京地裁は「ほとんど裏付け取材をしていない。記事が真実だと信じる相当の理由はない」として、講談社側に1,540万円の賠償と記事取消の広告掲載を命じた。
ところが2011年2月、大相撲八百長問題が発覚。春日錦孝嘉が当時関与していながら、否定する陳述書を裁判所に提出していたことが判明した。
大相撲では他にも、6月2日号で、宮城野親方の不倫疑惑について、愛人だった坂本直子による証拠テープを取り上げた。また、10月27日号で時津風部屋力士暴行死事件で死んだ序二段力士の傷跡が残る遺体写真を掲載した。
2007年4月7日号で、タレントで未成年の加護亜依の男性との温泉1泊旅行と喫煙をスクープ。加護は、2006年2月に「フライデー」に喫煙姿を掲載され芸能活動を自粛中だった。週刊現代の発売日に、所属事務所のアップフロントエージェンシー（現：アップフロントプロモーション）は「喫煙は事実」と報道内容を認めた上で、「未成年者の2度目の喫煙」を重く見て加護の契約解除、懲戒解雇とした。なお、この記事は雑誌発売前にネット上に全文転載されたため、講談社は転載した人間を被疑者不詳のまま著作権侵害で警視庁に告訴した。
2007年4月7日号で、『吉本興業副社長を○暴（＝マルボウ、暴力団）が脅迫!』として、吉本興業と暴力団との癒着関係を掲載する。この報道では、当時の経営陣と創業者一族との経営権をめぐる内部抗争について、暴力団関係者が絡んでいるとお笑い芸人の中田カウスが証言したが、会社側はこれを否定した。また、カウス自身も暴力団関係者と付き合いがあることを誌面で認めた。
2007年4月21日号で、NHKの人気情報番組「ためしてガッテン」の捏造疑惑を掲載する。NHKは4月9日に「週刊誌には、東海大学大櫛陽一教授の証言として、NHKの番組スタッフが「捏造」を認める発言をしたかのように書かれています。番組スタッフは今年2月に大櫛教授に電話取材をしましたが、そのような発言はしていません。また、番組スタッフは、この番組には全く関わっておらず、実験データを知る立場にはありませんでした。」等と全面的に反論し、番組でデータの改ざんや捏造をした事実は全くないとし、週刊現代に強く抗議し謝罪と訂正を求める見解を発表した。
2007年4月28日号で、『コムスンは介護保険ドロボー』という記事で、介護サービスのずさんさを報道した。この記事ではコムスンの元社員が、不正行為の実態を証言した。
2007年5月5・12日号で、『野村克也東北楽天ゴールデンイーグルス監督「野間口投手“巨人入団”の裏巨額謝礼金」疑惑』、さらには5月19日号で、『まだまだある球界汚染 巨人の内海哲也選手に裏金疑惑』と続けて報じ、汚染の原因は巨人と報じた。これに対し野村克也や巨人は「裏金工作はありえない」と抗議文書を送付した。
なお、この巨人の契約金問題は週刊現代が報じた時はあまり大きな騒ぎまでにならなかったが、朝日新聞が2012年3月14日付の朝刊で改めて報じた時に大きく騒がれる事になった。また、朝日の記事では週刊現代で報じた野間口と内海に加え、他4人の選手の名前も加わっている。
2007年6月2日号で、「『テレビ朝日』次期副社長の封印されたスキャンダル」を報じた。テレビ朝日と当時の専務が講談社などに総額2億円の損害賠償と謝罪広告の掲載を求めて訴訟を起こし、2008年8月26日に、事実に反することを認めて謝罪広告の掲載で和解した。
2007年7月14日号で、JRの架線切断事故の男性運転士について報じた。この事故は6月22日、JR東日本の東北線大宮駅-さいたま新都心駅の間で架線が切れて停電。湘南新宿ライン、宇都宮線、高崎線、京浜東北線が次々と止まってしまったものである。中には5時間以上も運休となった。事故原因は、2つの変電所からの架線が約90mにわたって並走するエアーセクション区間で誤って停車したため、過電流で架線が溶けたことによる。ダイヤの乱れは運休162本、遅延43本となり、乗客約18万5,000人に影響した。また、駅間で立ち往生した列車に約1万8,000人、最大4時間半閉じ込められるなどの被害が起きた。記事では、同日にJR東日本の株主総会が行われていることに注目していた。この総会では、1,047人の元社員を復職させるなどの目的をもつ JR東日本株主会 が提出した株主提案（合計361株、第5号〜第12号議案）もあって、4時間半の長時間総会となった。これらの事から、記事は単なる事故ではなく、計画されたものであると示唆する内容であった。さらに、この記事について反論に訪れた運転士の写真や実名、所属勤務地、年齢を掲載したため、運転士は肖像権や人格権を侵害されたとして前橋地方裁判所に220万円の損害賠償請求訴訟を起こした。
2007年7月28日号から3号連続で、「テレビ朝日『ロデオボーイ2』で激ヤセ捏造」などのタイトルで、テレビ朝日の通販番組「セレクションX」で紹介したフィットネス機器の紹介ビデオについて、「実際は食事制限で痩せた」とする疑惑を報じた。テレビ朝日は疑惑を全面否定し、8月23日に講談社などに1億円の損害賠償請求訴訟を起こした。その後、公正取引委員会がテレ朝にロデオボーイの放送に「景品表示法違反（優良誤認）」の疑いがあると警告すると、2008年9月16日、逆に講談社は「誹謗中傷などと報道されて名誉を毀損された」として、テレビ朝日に6千万円の損害賠償を求めて反訴した。2009年8月28日、東京地裁は「別の商品の出演者に取材をしただけの記事で、発言内容の裏付けがない」として、講談社に330万円の支払いを命じた。
2007年10月20日号で、「社史から消えた創業者キヤノン御手洗冨士夫会長と731部隊」とする記事を掲載。これについてキヤノン株式会社と御手洗冨士夫会長が名誉棄損として講談社と著者の斎藤貴男に対し2億円の損害賠償請求訴訟を起こす。2008年12月25日、東京地裁は「根拠がないのに、直接的な関係をほのめかした」として、講談社側に200万円の支払いを命じたが、東京高裁でキヤノン側が逆転敗訴、2009年12月10日、最高裁でも御手洗らの上告が退けられた。
2007年11月10日号で、中田宏前横浜市長が「私の中に“指入れ”合コン」と「口封じ恫喝肉声テープ」として女性スキャンダル疑惑を報じた。さらに、11月18日号で、「公金横領疑惑と黒い人脈」として中田の公金横領疑惑を報じた。12月22日号・12月29日号では、中田の「消えた選挙資金1,000万円」「税金ネコババ」というタイトルで公職選挙法違反と税金申告漏れを報じた。11月22日、中田は「事実無根で無責任な記事」として名誉毀損で講談社社長と週刊現代を東京地検に告訴し、講談社と編集長らに6,200万円の損害賠償請求訴訟を起こした。
2008年2月、加藤はリニューアル失敗と部数低下の責任を取らされ大型企画を担当する総合編纂局（旧事典局）へ異動となる。

### 乾智之編集長時代
前任の加藤編集長時代に引き続き、角界（大相撲、日本相撲協会）批判を展開。2008年10月18日号に『若ノ鵬 八百長告白』の見出しで、大麻所持で解雇された元幕内力士の元若ノ鵬（ガグロエフ・ソスラン）が、現役力士の八百長を実名で告発した。現代は若ノ鵬を相撲協会との八百長裁判の証人にしようとしていた（後に東京地裁に証人申請を却下された）が、11月28日に若ノ鵬が記者会見を開き、「250万円もらって、八百長告発のウソをついた」とする陳述書を東京地裁に提出したと明かした。若ノ鵬の弁護士は、「現代に一ヶ月間囲われて若ノ鵬に会えなかった」と現代を批判した。
2008年5月10/17日合併号でタレントの今田耕司が「女性に性行為を強要した」と報じ、今田から5500万円の損害賠償などを求めて提訴される。公判に今田本人が出廷し記事を否定する。2009年11月12日、講談社側は「事実関係が確認できなかった」として550万円を払い、謝罪広告を掲載することで和解した。
2年足らずの在任期間中、目立ったスクープが無く、誌面の刷新なども行われず、加藤時代から続いた部数低迷に歯止めをかけることは出来なかった。
退任後、社長室部長を務める。

### 鈴木章一編集長時代(第二期)
2009年6月に部数低迷に歯止めをかけるため、鈴木が編集長に返り咲いた。
編集長交代と同時に社員編集者を他部署に移すなどのリストラを断行した。就任後は、政治経済芸能などの事件報道、疑惑追及が比較的少なくなり、部数もある程度回復している。ただし、メディア批評誌創は同誌の赤字が20億を超える水準にまで達しており出版社の経営を左右する事態にまで追い込まれていると指摘している。
2010年6月、インターネットニュースサイトMyNewsJapanに掲載された記事をめぐり、同誌編集部員が給与明細の記事削除と300万円の慰謝料を求める訴えを起こした。これに対し同サイト側は、週刊現代は他社の給与明細を暴露しているにもかかわらず自社に都合の悪い記事を削除しようとしていると同誌の言論弾圧を批判している。
福島第一原子力発電所事故に関して、事故がかなり危険である趣旨の記事を掲載するが、科学的に無理のある内容であるとして競合他誌などから批判があった。

### 藤田康雄編集長時代
2012年4月からは「月刊現代」の後継誌『G2』の編集長藤田康雄が編集長に就任。このころから野田内閣への批判が強まり、日本維新の会結成と前後して橋下徹や維新を賞賛する記事が多くなる。同年末の第46回衆議院議員総選挙で自民党が圧勝してからは第2次安倍内閣やアベノミクスへの賞賛記事も多くなった。
印刷部数は50万冊台、販売部数は38万冊台と硬派路線が功を奏し安定している。

### 鈴木崇之編集長時代
2013年12月、副編集長の鈴木崇之が昇格。藤田編集長時代から一変して安倍批判のカラーが強くなっており、2014年東京都知事選挙を巡る記事でも反自公の細川護熙陣営寄りのスタンスが見られたが、2015年に入ってからは、与党議員の醜聞記事はまったく見られず、安倍政権賞賛・アベノミクス賞賛記事や、隣国（主に中国・韓国）批判記事、野党（生活の党、民主党など）批判記事が目立つ。
2016年7月からは、本誌独占で医療、薬物関連の記事を連載するが、週刊プレイボーイや週刊文春から、本誌の医療記事は捏造という指摘があった。
2018年からは、芸能ゴシップ路線に事実上の終止符を打ち、老後生活・終活関連の特集記事を主に連載。

### 石井克尚編集長時代
2020年7月、編集次長の石井克尚が昇格。鈴木編集長時代から続いていた、老後・終活関連記事を引き続き連載。内政面では自公連立政権（第4次安倍内閣 (第2次改造)→菅義偉内閣→岸田内閣）と大阪・日本維新の会を支持し、立憲民主党、れいわ新選組など野党を批判するという日刊ゲンダイとは逆の立場を継続した。しかし、韓国をはじめとする周辺諸国への批判は堅持しており、この点に限れば日刊ゲンダイと路線が一致している。
2020年以降も続いている「新型コロナウイルス」の話題に関しては、悲観的な立場の日刊ゲンダイとは正反対に政府の対応を無批判で賞賛。その一方で、政府の対応を指摘するメディア（主にテレ朝『モーニングショー』と番組に出演するコメンテーターなど）に対しては徹底的に批判するスタンスをとっている(日刊ゲンダイ#疫病も参照)。
2022年に起きた「安倍晋三銃撃事件」後に発覚した与党と旧統一教会の蜜月関係疑惑、2023年年末に発覚した自民党安倍派を中心とした裏金献金疑惑を、週刊ポスト、週刊文春などの週刊誌と日刊ゲンダイは、スキャンダル記事を掲載するが、本誌はそれらを無視。終始野党・隣国批判など本誌独自の保守路線を堅持している。また、賛否両論ある「故安倍晋三国葬儀」においても、本誌は全面的に支持。安倍晋三元首相の功績を称賛していた。

## 主な連載

### 連載中
- 伊集院静「それがどうした」
- 梅沢富美男「人生70点主義」
- 亀井静香の政界交差点
- 中沢新一「今日のミトロジー」
- 佐藤優「ビジネスパーソンの教養講座 名著、再び」
- 井筒和幸の「今週の映画監督」
- 江戸木純「今週のナンバートリビア」
- 福田雄一「妻の目を盗んでテレビかよ」
- 森功、岩瀬達哉、青木理、金平茂紀「ジャーナリストの目」
- 八神淳一「大江戸花びら漫遊記」
- 井筒和幸の「今週の映画監督(ムービーメーカー)」
- 東海林さだお「サラリーマン専科」
- こしのりょう「人生はバウンスバック」
- ポテチ次郎「アー・ユー・ハッピー？」
- ラグビー 男たちの肖像
- 今週のへぇ〜、そうなんだ
- 私の地図 あの場所へ帰りたい
- 会う食べる飲む また楽しからずや
- 社長の風景
- あの日を旅するサウダージ
- 日本一の書評
- 生涯ゴルファー宣言
- 週現熱討スタジアム

### 連載終了
- 大橋巨泉「今週の遺言」
- 酒井順子「その人、独身？」
- 嵐山光三郎「者の言い方」
- 五木寛之「新・風に吹かれて」
- なかにし礼「戦場のニーナ」
- 高橋春男「ボクの細道」
- 関口和之「関口和之のホラリスト養成講座」

## 連載漫画

### 連載中
- 東海林さだお「サラリーマン専科」
- ポテチ次郎「アー・ユー・ハッピー?」
- こしのりょう「人生はバウンスバック」

### 連載終了
- 柳沢きみお「新・特命係長 只野仁」 - テレビ朝日でテレビドラマ化。後続作は日刊ゲンダイ、月刊ヤングマガジンを経て、『ヤンマガWeb』『LINEマンガ』に移籍。
- 江川達也「家庭教師神宮山美佳」
- 高森朝雄・ちばてつや「あしたのジョー」（週刊少年マガジン連載時の状態に復刻し、再連載）
- 花くまゆうさく「不死身のニッポン」
- 真刈信二・あだちつよし「スパイハンドラー 怜とミレイ」
- 小池一夫・松森正「片恋さぶろう」
- 小池一夫・小島剛夕「半蔵の門」
- 小池一雄・池上遼一「I・餓男」
- 小池一雄・小島剛夕「首斬り朝」
- 小池一夫・小島剛夕「畳捕り傘次郎」
- 梶原一騎・小山春夫「陽気蝮」
- こしのりょう「町医者ジャンボ!!」
- 七三太朗・本島幸久「担ぎ屋どおも」（2007年 - 2010年）

## 参考資料
- 斎藤精一『雑誌大研究 出版戦国時代を探る』1979年、日本工業新聞社・大手町ブックス
- 朝日新聞社学芸部編著『出版界の現実 出版界の内幕を徹底取材』1979年、日本ジャーナリスト専門学院出版部・ジャーナリスト双書
- 月刊「創」編集部編『音羽vs一ツ橋 巨大出版社の研究』1983年、創出版
- 岩川隆『ノンフィクションの技術と思想』1987年、PHP研究所
- 伊藤友八郎『出版王国「講談社」 情報の宝庫はいかにしてつくられたか』1994年、オーエス出版
- 『イカす!雑誌天国 雑誌は世の中を映し出す鏡だ!』2001年、洋泉社ムック
- 長尾三郎『週刊誌血風録』2004年、講談社・講談社文庫
- 元木昌彦『週刊誌編集長 週刊現代・フライデー・web現代編集長が明かす、スキャンダル、事件報道現場の3300日』2006年、展望社
- 高橋呉郎『週刊誌風雲録』2006年、文藝春秋・文春新書。2017年、ちくま文庫
- 佐々木崇夫『三流週刊誌編集部 アサヒ芸能と徳間康快の思い出』2006年、バジリコ
- 加藤晴之『働く、編集者』2007年、宣伝会議 ISBN 9784883351756